# Ili Haraku
Ili Haraku ist eine historische Befestigungsanlage in der osttimoresischen Aldeia Malahara (Suco Muapitine, Gemeinde Lautém). Bis 2015 gehörte das Gebiet zum Suco Mehara (Verwaltungsamt Tutuala). Im Portugiesischen werden solche Anlagen als Tranqueira (deutsch Deckung, Verschanzung) bezeichnet.
Die große Festungsanlage mit ausgedehnten Trockenmauern befindet sich an den oberen Hängen, südöstlich der Paitchau-Bergkette im Flusstal des Vero. Im Osten befindet sich eine große Steilwand.
Ili Haraku hat eine innere und eine äußere Mauer, die man durch Tore passieren konnte. Seit wann die Anlage bewohnt war, ist nicht mehr bekannt. Die letzten Bewohner verließen sie in der Zeit des Zweiten Weltkrieges. Die Festung gehörte zum Clan (fataluku: ratu) der Renu, die dieses Gebiet früher beherrschten, und ihren Kriegsverbündeten, dem Glan der Aca Cao. Die  Festung wurde in lokalen Kriegen von den Clans der Marapaki und Zenlai angegriffen. Der Anführer der Renu wurde getötet, aber die Aca Cao leisteten Widerstand, bis der Feind sich wieder zurückzog.